# 兵頭佐和子
兵頭 佐和子（ひょうどう さわこ Sawako Hyodo）は日本のミュージシャン、ピアニスト、作曲家、編曲家。

## 人物
5歳の時、母から教わりピアノを始める。武蔵野音楽大学ピアノ科卒、東京学芸大学大学院修了。クラシックピアノを習得するも、大学在学中にジャズの生演奏に触れ感銘を受け、それを契機にジャズに熱中し渡米。 NYでブルース・バース（Bruce Barth）にジャズピアノを師事。NYのライブハウスで多くの有名ミュージシャンとのセッションを経験する。帰国後日本のライブハウスで演奏を開始。2008年CDデビュー。都内ライブハウス中心にライブ活動を行っている。楽曲提供、編曲もジャンルボーダレスに行う。2011年9月ジョン・レノン・ソングライティング・コンテスト・ジャズ部門でベスト4（ファイナリスト)を日本人で初めて受賞した。さらに世界最大級のアメリカの国際作曲賞International Song Writing Competition 2011 のジャズ部門で応募者数16,000人の中から、セミファイナルを受賞した。2012年同作曲賞のジャズ部門でも自作曲「Blue Flame」が20,000人の中からセミファイナルに選出された。5thアルバム＆初のミュージックビデオ『Naturally』に再収録した「Blue Flame」は、2013年9月1日に発表された国際作曲コンテスト〈ジョンレノン･ソングライティング･コンテスト〉ジャズ部門にてグランプリに選出され、三年連続の受賞となった。また2016年には最新作『BREAKIN’』収録曲「Hot Spice」、「Puzzle of your Heart」も受賞を果たした。 

## 作風
メロディーが美しく、心が癒されると評するファンが多い。1st.アルバムにはスタンダード・ジャズも収録しているが、オリジナル楽曲の評価が高いことから2nd.3rd.ではオリジナル楽曲のみを収録。ソロ・ピアノの楽曲にはクラシックの影響やポップス的な要素もうかがえる。ライブはピアノ、ベース、ドラムスの編成によるピアノ・トリオでの演奏を基本とするが、クラシックの素養を生かしてピアノとビオラとチェロをアレンジしたトリオ、それに加えベース、パーカッションが入るクインテットの楽曲、また最新作の6thアルバムではトランペットとサックスの2管クインテットの楽曲、アレンジなども制作、演奏している。

## ヒストリー
- 2008年7月 1stアルバム”Brand New Melody”でCDデビュー。
- 2009年8月 2ndアルバム”Lustrous Heart Live”をリリース。（ライブアルバム）
- 2009年10月23日～2011年1月7日 「兵頭佐和子のネットラジオSAWAKOスタイルで行こ～う！」を配信。パーソナリティとして毎回様々な業界で活躍する人々との対話をリスナーに提供した。
- 2011年5月～ 9月 3rdアルバム”My Wish”発売記念として 都内、松本、名古屋など計14本のツアーを実施。
- 2011年6月 3rdアルバム”My Wish”をリリース。六本木スイートベイジルで発売記念ライブを開催。
- 2011年8月31日 この日開演の成瀬活雄作・演出、”夏の終わりに” 演劇音楽作曲・演奏を担当。主演は元モーニング娘。の市井紗耶香。
- 2011年9月 ジョン・レノン・ソングライティング・コンテスト・ジャズ部門でベスト4（finalists)を受賞。
- 2012年3月 インターナショナル・ソングライティング・コンペティション・ジャズ部門でセミファイナルを受賞。
- 2012年6月4日  アメリカ国際作曲賞受賞記念ライブを原宿ラドンナで行う。レコーディングメンバーの兵頭佐和子(pf)、川村竜(b)、藤井学(ds)によるトリオで演奏。
- 2012年11月 成瀬活雄作・演出、”イケメン金融工学” 演劇音楽作曲・演奏を担当。
- 2012年12月 4thアルバム”Solo Piano”とソロピアノアレンジ譜をリリース。
- 2013年2月 シライケイタ作・演出、"桜” 演劇音楽エンディングテーマとして自作曲"Sakura"を楽曲提供。
- 2013年3月 インターナショナル・ソングライティング・コンペティション・ジャズ部門でセミファイナルを受賞。
- 2013年9月 5thアルバム&ミュージックビデオ（DVD）”Naturally”をリリース。
- 2013年9月 ジョン・レノン・ソングライティング・コンテスト・ジャズ部門でグランプリを受賞。
- 2013年12月 成瀬活雄作・演出、再演の”夏の終わりに” 演劇音楽作曲・演奏を担当。
- 2014年3月 インターナショナル・ソングライティング・コンペティション・ジャズ部門でセミファイナルを受賞。
- 2014年3月 USAソングライティング・コンペティション・ジャズ部門でファイナルを受賞。
- 2014年 ダイワハウス　プレミスト香林坊シアター映像音楽（作曲・編曲・演奏）
- 2014年11月 シライケイタ作・演出、再演の"桜” 演劇音楽エンディングテーマとして自作曲"Sakura"を楽曲提供。
- 2016年10月 6thアルバム”BREAKIN'”をリリース。
- 2016年センス・ロン・ハーマン オリジナルCD「Beauty&Relax」（作曲・演奏）
- 2017年3月 インターナショナル・ソングライティング・コンペティション・ジャズ部門でセミファイナルを受賞。
- 2017年3月 ダンス舞台 DAIFUKU vol.2　「Tri[y]」 Ballet&Jazztrio (音楽監督)

## 受賞
アルバム”My Wish”収録の楽曲｢Nostalgic Night」は、米の国際的な作曲コンテスト「ジョン・レノン・ソングライティング・コンテスト（John Lennon Songwriting Contest）」ジャズ部門で日本人初のファイナリストに選出された。さらに世界最大級のアメリカの国際作曲賞 International Song Writing Competition 2011 のジャズ部門で応募者数16,000人の中から、セミファイナルを受賞した。2012年同作曲賞のジャズ部門でも自作曲「Blue Flame」が20,000人の中からセミファイナルに選出された。5thアルバム＆初のミュージックビデオ『Naturally』に再収録した「Blue Flame」は、2013年9月1日に発表された国際作曲コンテスト〈ジョンレノン･ソングライティング･コンテスト〉ジャズ部門にてグランプリに選出され、三年連続の受賞となった。
【受賞歴】
2011年〈ジョンレノン･ソングライティング･コンテスト〉ジャズ部門準グランプリ受賞
“Nastalgic Night”(3rd Album「My Wish」収録曲)
2011年〈International Song Writing Competition〉ジャズ部門セミファイナル受賞
“Nastalgic Night”(3rd Album「My Wish」収録曲)
2012年〈International Song Writing Competition〉ジャズ部門セミファイナル受賞
“Blue Flame”(3rd Album「My Wish」＆5th Album「Naturally」収録曲)
2013年〈USA Song Writing Competition〉ジャズ部門ファイナル受賞
“alive”(5th Album「Naturally」収録曲)
2013年〈International Song Writing Competition〉ジャズ部門セミファイナル受賞
“It’s Happyend ”(5th Album「Naturally」&2nd Album「Lustrous Heart Live」収録曲)
2013年〈ジョンレノン･ソングライティング･コンテスト〉ジャズ部門年間グランプリ受賞
“Blue Flame”(3rd Album「My Wish」＆5th Album「Naturally」収録曲)
2016年〈International Song Writing Competition〉ジャズ部門セミファイナル受賞
“Hot Spice” (6th Album「Breakin’」収録曲)
2016年〈International Song Writing Competition〉ジャズ部門セミファイナル受賞
“Puzzle of your Heart” (6th Album「Breakin’」収録曲)

## ディスコグラフィー
- 『Brand New Melody』（2008年07月25日発売 レーベル：マインズ・レコード）1st.アルバム。()内は作曲者名。

1. Brand new melody(Sawako Hyodo) 「ブラン･ニュー･メロディ」
2. Sea breeze(Sawako Hyodo) 「海風」
3. Relaxin’at Camarillo(Charlie Parker) 「リラキシン･アット･カマリロ」
4. Teardrops(Sawako Hyodo) 「涙のしずく」
5. Cherry Blossom(Sawako Hyodo) 「桜」
6. The starry night(Sawako Hyodo) 「星明りの夜」
7. Riverside magic hour(Sawako Hyodo) 「リバーサイド･マジック･アワー」
8. Body and soul(John Green) 「身も心も」
9. This Masquerade(Leon Russell) 「マスカレード」
10. All in bar(Sawako Hyodo) 「オール･イン･バー」
11. Over the rainbow(Harold Arlen) 「虹の彼方に」

- 『Lustrous Heart Live 』（2009年8月3日発売 レーベル：マインズ・レコード）

2nd.アルバム。吉祥寺｢ストリングス｣（2009/5/15）、高田馬場「コットンクラブ」（2009/6/28）にて公開収録されたライブアルバム。
1. Defrost
2. Anxious Moment
3. Precious Memories
4. Lustrous Heart
5. The Starry Night
6. Teardrops
7. It’s Happy End
8. The Flowering
9. Brand New Melody

- 『My Wish 』（2011年6月17日発売 レーベル：マインズ・レコード）3rd.アルバム。

1. Starlit River
2. Nostalgic Night
3. Sakura
4. My wish
5. Autumn Sunset
6. Gloomy Days
7. Consolation
8. Deep Blue
9. Come to myself
10. My Little Room
11. Blue Flame
12. My Wish (solo piano)

- 『Solo Piano』（2012年12月4日発売 レーベル：ナチュラリー・ミュージック・レコード）4th.アルバム。ピアノアレンジ譜。

1. Brand new melody
2. Anxious moment
3. Sakura
4. My wish
5. Defros
6. Come to myself
7. Consolation
8. Memories of Aki （舞台「イケメン金融工学」より）
9. Theme of Shin & Riko （舞台「夏の終わりに」より）
10. 夏の終わりに（舞台「夏の終わりに」より）

- 『Naturally』（2013年9月25日発売 レーベル：ナチュラリー・ミュージック・レコード）5thアルバムミュージックビデオ（DVD）。

1. alive
2. Blue flame
3. Sparkling snow
4. Moonlight
5. Somewhere
6. Drivin'
7. It’s happyend
8. After a year
9. Bali suitesI.Breeze
10. Bali suitesII.Dance
11. Bali suitesIII.Sunrise
12. Bali suitesIV.Rice

- 『BREAKIN'』（2016年10月25日発売 レーベル：ナチュラリー・ミュージック・レコード）

1. Hot Spice
2. 残されたもの
3. Dancing' on the Street
4. 影
5. Puzzle of your Heart
6. Fair Wind
7. Nostalgia
8. Rainy Day
9. 心模様
10. Seven Days
11. 見送る

## 音楽担当作
- 2011年8月31日に開演した、成瀬活雄作・演出「夏の終わりに」の演劇音楽作曲・演奏を担当。
- 2012年7月に開演する、成瀬活雄作・演出「イケメン金融工学」の演劇音楽作曲・演奏を担当。
- 2013年2月 シライケイタ作・演出、"桜” 演劇音楽エンディングテーマとして自作曲"Sakura"を楽曲提供。
- 2013年12月 成瀬活雄作・演出、再演の”夏の終わりに” 演劇音楽作曲・演奏を担当。
- 2014年 ダイワハウス　プレミスト香林坊シアター映像音楽（作曲・編曲・演奏）
- 2014年11月 シライケイタ作・演出、再演の"桜” 演劇音楽エンディングテーマとして自作曲"Sakura"を楽曲提供。
- 2016年センス・ロン・ハーマン オリジナルCD「Beauty&Relax」（作曲・演奏）
- 2017年3月 ダンス舞台 DAIFUKU vol.2　「Tri[y]」 Ballet&Jazztrio (音楽監督)

## 出演
- 2007年9月 FM世田谷「好きを仕事に」ゲスト出演
- 2009年8月25日 FMサルースGoodTimeゲスト出演
- 2009年12月29日 FMサルースGoodTimeゲスト出演
- 2010年7月2日 この日公開されたKORGのキーボード、PS60のプロモーションビデオに出演[3]。
- 2011年5月31日 FMサルースmuse Amuseゲスト出演
- 2012年7月2日FMサルースmuse Amuseゲスト出演

## 執筆
- ジャズライフ特別編集 ジャズ・ホーン 2008-2009

ジャズ・ホーン入門 BLUESに挑戦 "初心者～中級者のためのFブルース完璧マスター講座"
- jazz Life2008年10月号

ジャズ入門 イントロを極めるpart3 "ビギナー～中級者必読！ジャム・セッションで役立つおいしいイントロの作り方"
- jazz Life2009年1月号

ジャズ入門 エンディングを極めるpart3 "ビギナー～中級者必読！実践編ジャム・セッションで役立つ超簡単エンディング習得術"
- jazz Life2009年6月号

ジャズ入門 ハードバップ徹底攻略Part3 "ビギナー必読！実践編"
- jazz Life2010年4月号

祝・ヴィレッジ・ヴァンガード75周年 アルバム研究 Live@the Village Vanguard Part2 ピアノ編
- jazz Life2013年5月号

アマチュア・プレイヤーのためモダン・ジャズ入門 兵頭佐和子が語るオスカー・ピーターソン入門